# Philip Venables
Philip Venables (né en 1979) est un compositeur britannique connu pour ses œuvres lyriques et théâtrales sur les thèmes de la sexualité, du queer, de la violence et de la politique.

## Vie et carrière
Né à Chester (Royaume-Uni), Venables étudie au Jesus College de Cambridge et à la Royal Academy of Music de Londres, où il étudie auprès de Philip Cashian (en) et reçoit le diplôme DipRAM et la Manson Fellowship in Composition.
Dans les œuvres orchestrales de Philip Venables ressortent Arc, écrite pour le BBC Philharmonic ; Quatuor à cordes pour le Duke Quartet à Wigmore Hall ; Hyaline, pour le London Symphony Orchestra ; et La Vengeance de Miguel Cotto pour le London Sinfonietta. Ses œuvres lyriques et vocales comprennent In America et ego, joué au Festival de Bregenz ; UNLEASHED, pour Tête à Tête (compagnie d'opéra) : Le Festival d'Opéra ; va et Thalidomide pour les BBC Singers. Ses collaborations artistiques incluent Bound to Hurt, avec Douglas Gordon, lauréat du Turner Prize et Illusions, avec le cabaret d'avant-garde David Hoyle.
Venables écrit l'adaptation lyrique de 4.48 Psychosis de Sarah Kane en 2016 pour le Royal Opera au  Lyric Hammersmith. Première adaptation lyrique autorisée de son œuvre, l'opéra est bien accueilli par la critique, et nommé pour l'Olivier Award 2017 de la meilleure nouvelle production d'opéra.
En 2023, dans le cadre du Festival International de Manchester (en), du Festival international d'art lyrique d'Aix-en-Provence, du Festival de Brégence et du NYU Skirball Center for the Performing Arts, une adaptation musicale avec le metteur en scène Ted Huffman de The Faggots & Their Friends Between Revolutions est jouée,,.
Venables est compositeur doctorant en résidence au Royal Opera House et à la Guildhall School of Music and Drama. En 2016, il devient associé de la Royal Academy of Music.
Venables s'identifie comme queer et nombre de ses œuvres touchent à la Culture LGBT,. Il vit à Londres et à Berlin.
Il se présente comme artiste collaboratif, reliant son, mot et geste.

## Œuvres
Liste partielle :
| Année     | Titre                                                   | Genre    | Pour                                                             | Référence |
| --------- | ------------------------------------------------------- | -------- | ---------------------------------------------------------------- | --------- |
| 2004      | Dutch Courage                                           | Ensemble | Petit ensemble ex London Sinfonietta                             | [ 20 ]    |
| 2006      | Quatuor à cordes                                        | Ensemble | Quatuor à cordes                                                 | [ 21 ]    |
| 2006      | K, prélude au Quintette pour clarinette de Mozart, K581 | Ensemble | Clarinette en la et quatuor à cordes                             | [ 22 ]    |
| 2006-2011 | Études de piano (Le garçon avec la lune dans les yeux)  | Solo     | Piano                                                            | [ 23 ]    |
| 2007      | Thalidomide                                             | Vocal    | 24 voix                                                          | [ 24 ]    |
| 2008      | Le temps s'arrête, d'après John Dowland                 | Vocal    | Soprano et guitare                                               | [ 25 ]    |
| 2008      | ANIMA                                                   | Ensemble | 14 joueurs                                                       | [ 26 ]    |
| 2009      | Musique de combat                                       | Ensemble | 8 joueurs                                                        | [ 28 ]    |
| 2009      | La musique de Len                                       | Ensemble | Violoncelle solo, alto, clarinette, cor                          | [ 29 ]    |
| 2010      | Métamorphoses après Britten                             | Solo     | Tout instrument à vent solo                                      | [ 30 ]    |
| 2010      | Je ____ le corps électrique                             | Vocal    | Chanteur et orateur masculin avec piano ou autre instrument      | [ 31 ]    |
| 2011      | Retourner                                               | Duo      | Deux saxophones du même type                                     | [ 32 ]    |
| 2011      | Klaviertrio im Geiste                                   | Ensemble | Trio avec piano                                                  | [ 33 ]    |
| 2011      | Baise pour toujours                                     | Vocal    | Orateur masculin, piano, violoncelle et bloc de bois             | [ 34 ]    |
| 2011      | numéros 76 à 80 : Tristan et Isolde                     | Vocal    | 4 voix (SATB) et quatuor à cordes                                | [ 35 ]    |
| 2011      | numéros 91 à 95                                         | Vocal    | Haut-parleur et deux magnétophones, harpe, flûte et bloc de bois | [ 36 ]    |
| 2012      | La vengeance de Miguel Cotto                            | Vocal    | Ensemble, deux chanteurs, percussions et bande                   | [ 37 ]    |
| 2015      | Illusions                                               | Ensemble | Lecture vidéo (projection) et 9 lecteurs                         | [ 5 ]     |
| 2016      | 4.48 Psychose                                           | Opéra    | Orchestre et 6 chanteurs                                         | ,         |
| 2019      | Denis et Katya                                          | Opéra    | 2 chanteurs et orchestre de chambre                              | [ 39 ]    |
| 2023      | The Faggots and their Friends Between Revolutions       | Opéra    |                                                                  | [ 41 ]    |
|           |                                                         |          |                                                                  |           |

2023

## Enregistrements
- 2018 : Below the belt portrait du compositeur[42]